# ルドルフ・シンドラー
ルドルフ・ミヒャエル・シンドラー（Rudolf Michael Schindler、1887年9月10日ウィーン - 1953年8月22日ロサンゼルス）は、オーストリア出身のアメリカの建築家である。
フランク・ロイド・ライトの設計事務所を経て、1920年代から40年代のロサンゼルスで100件以上の住宅の設計を手がけ、1950年代に起こったモダンデザインブームに先駆けて当地に近代建築を根付かせた。

## ウィーン、シカゴ時代
ルドルフ・シンドラーは1887年9月10日、オーストリア、ウィーンのユダヤ系中流家庭に生まれる。父は木・金属細工の製作・輸入を、母は仕立てを生業としていた。1899年から1906年までをImperial and Royal High schoolで過ごした後、ウィーン産業技術大学ワーグナー校にて1911年、建築の学位を取得した。同校教師陣の中には、オットー・ワーグナーやアドルフ・ロースなど、建築史上に名を残す人物が多数在籍したにもかかわらず、シンドラーはカール・ケーニッヒという教授から最も大きな影響を受けたといわれる。また、生涯の友でありライバルでもあった、リチャード・ノイトラとも、1913年に卒業制作を完成させる前年、この大学で出会っている。
1911年9月から1914年2月まで、ハンス・マイヤーとテオドール・マイヤーの事務所に勤めた後、アメリカ、シカゴに移住し、オッテンハイマー・シュテルン＆ライヒェルト(OSR) 事務所に職を求める。ウィーンからの旅の途中、シンドラーはニューヨークにも立ち寄っているが、密集しすぎていて商業的なニューヨークよりも、ヘンリー・ホブソン・リチャードソンやルイス・サリヴァン、そして、尊敬するフランク・ロイド・ライトの作品に触れられるシカゴに魅力を感じたのである。

## ライトとの関係
シンドラーが、当時既に名声を打ち立てていた巨匠フランク・ロイド・ライトの作品と出会ったのは、ウィーン時代である1910年に出版されたライトの作品集、「Wasmuth Portfolio」を通してであったと思われる。シンドラーは、英語が不得意であったにもかかわらず、ライトに面会を求める手紙を書き続けた。アメリカ移住した年の年末、1914年12月30日、ついに初対面は実現する。ライトはこの年、タリアセンの放火、妻の殺害という二重の不幸に見舞われており、シンドラーに託すべき設計依頼をほとんど持っていなかった。採用を断られたシンドラーは、OSR事務所での仕事を続けることになる。しかしその後、ライトに東京帝国ホテルの設計依頼が持ち上がり、数年間、東京とイリノイ州オークパークの事務所を往復する生活を送ることが決まると、ライトは、この間のオークパークの事務所を、シンドラーに託すことにしたのである。

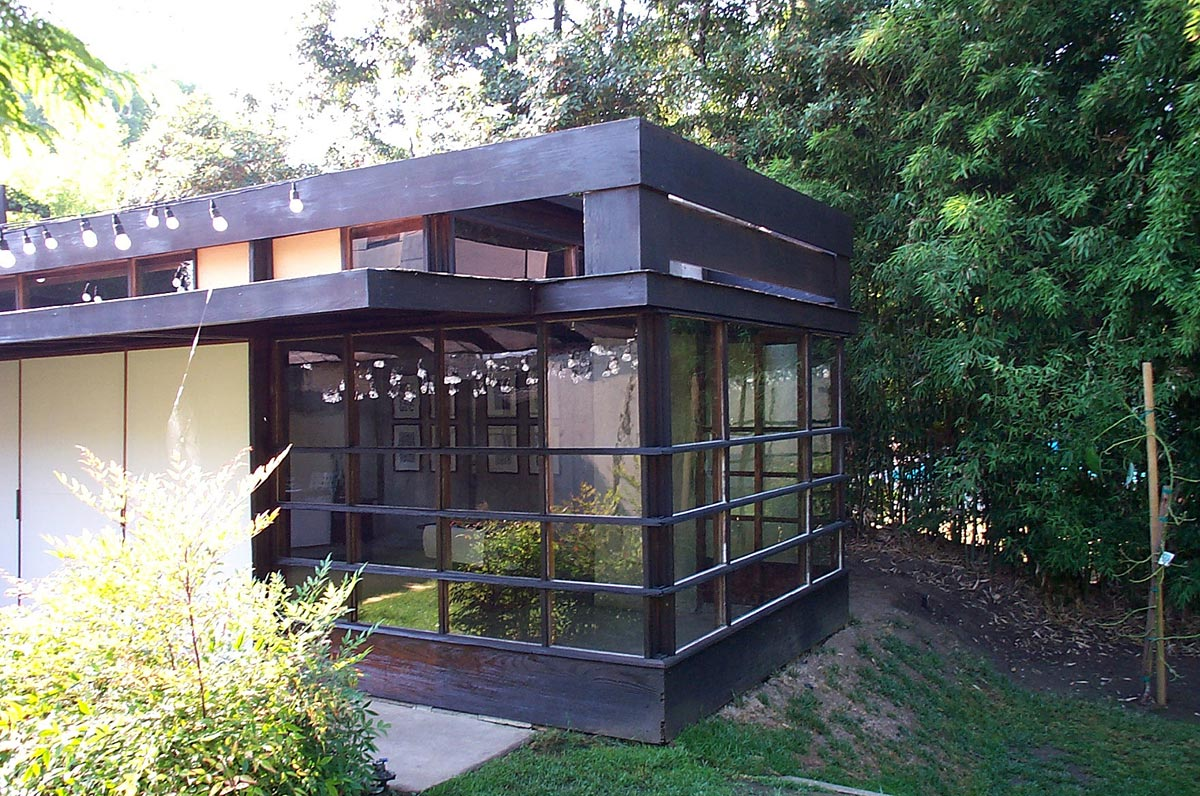
シンドラー自邸 1922

帝国ホテルの仕事を終えて帰国したライトは、1920年、ライトの作品として有名なホリーホック・ハウスの施主である、アリーヌ・バーンズドールからの依頼を受け、シンドラーをロサンゼルスに送る。ロサンゼルスに移ったシンドラーは、この頃既に半分独立したような形で彼自身への依頼を受け始め、1922年には代表作とされるシンドラー自邸（Kings Road House）を手掛ける。ロサンゼルスに移る前の年である1919年には、妻ポーリーヌ・ギブリン(1893年-1977年)と出会い、結婚もしていた。
この頃には、シンドラーとライトの関係にひびが入り始める。ライトは日本に行っている間から、建築設計はもちろん、事務所の運営、オークパークの住宅賃貸事業、ホリーホック・ハウスをはじめとする住宅の製図および現場監理と、多忙を極めた業務に対して、あまりに薄給で報いたことへの不満が原因だといわれている。アリーヌ・バーンズドールは、その後、シンドラーに設計を依頼するようになり、オリーブ・ヒルに数多くの小品を残すこととなった。中でも、1927年の「半透明の家（translucent house）」は未建築に終わったものの高い評価を得ている。
ライトから施主を奪ったという一事をみても、関係の悪さが見て取れるが、1929年の出来事は、よりはっきりと2人の仲を分かつことになる。ロサンゼルスで建築士資格取得の申し込みをしたときのこと、シンドラーは業務実績として、帝国ホテルにおける意匠から構造にわたる広い範囲の業務に携わったことを挙げた。しかし、雇い主であるライトは、この事実を完全に否定。言い争いはもつれにもつれ、シンドラーはノイトラとの対談を小冊子にして発行して、「ライト不在の2年間、フランク・ロイド・ライト事務所を切り盛りした人物」であることをアピールするといったことまで行った。1931年、とうとう喧嘩別れになった2人は、1953年、シンドラーが死去する数か月前まで和解することはなかったのである。

## 作品の特徴

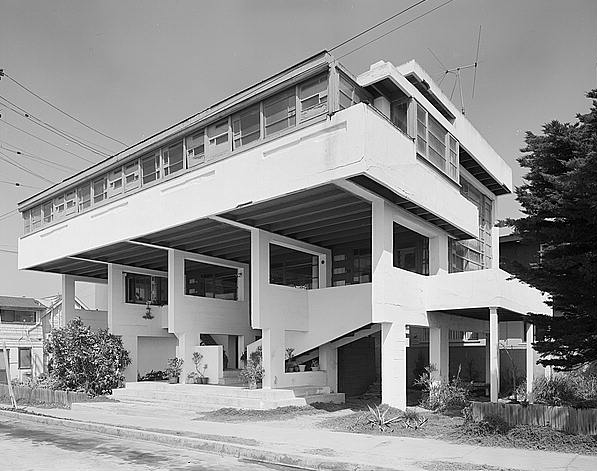
ローヴェル・ビーチ・ハウス 1926

シンドラーの初期の作品は、構造体をコンクリートとしている。しかし、通常の鉄筋コンクリート造とは異なり、tilt up panel、日本でいうところのプレキャストコンクリートパネルを壁・床に採用していることが特徴と言える。ただし、工場で製作されることが多い現在のPCパネルとは異なり、現場で打設されたものである。シンドラーはOCR事務所時代に、アービング・ギルの作品に触れることでこの手法に触れることになったらしい。シンドラー自邸、ピューブロ・リベラ・コート、ローヴェル・ビーチ・ハウス (Lovell Beach House)、ウォルフェ邸、そしてハウ邸などがその代表作である。最も有名なシンドラー自邸 (Kings Road House)は、自分とその妻、そして友人のチェイス夫妻の二組の夫婦のための自宅兼スタジオである。L型の平面構成で、前述のPCパネルの壁・床と、開放的な木製の建具の対照が見事である。
その後、シンドラーはより安価な建築を求め、コンクリートから木造プラスター塗り構造を採用するようになる。この仕様は、彼の1930～40年代の作品に多く見られるが、形態と空間を追い求め続けた。シンドラーは独自の工法の研究にも熱心で、1945年、シンドラー・フレームと呼ばれる工法を開発し、以後の作品に実験的に用いている。

## 生前の不遇
シンドラー自邸やローヴェル・ビーチ・ハウスなど、シンドラーの初期の作品は、アメリカの建築界でもあまり広く知られることはなかった。モダニズムの作品にしては時代が早く、また急進的なものであったために人々の目を通り過ぎてしまったこと、主な作品が集中するロサンゼルスが建築の世界ではあまり注目されることのない土地柄であったことなどが原因と思われる。1932年のニューヨーク近代美術館における「国際現代建築展」にも参加しなかった。（ちなみに、ノイトラは参加していた。同展でノイトラは「帝国ホテルでライトともに仕事をしたオーストリア人」という、本来シンドラーに冠すべき肩書きを間違って表示された。前述の小冊子のせいであろう。）
シンドラーが最初に世に知られるのは1960年、エスター・マッコイ著「カルフォルニアの5人の建築家（Five California Architects）」という著作においてである。彼の先見性、独自性、質の高い空間構成に対する評価は、いわゆる近代建築の再評価と呼ばれる時期を待たねばならなかったのである。

## 日本語文献
- デヴィッド・ゲバード『ルドルフ・シンドラー　カリフォルニアのモダンリビング』

末包伸吾訳、鹿島出版会、1999年／SD選書、2023年
- 『ルドルフ・M・シンドラー　GA(グローバル・アーキテクチュア)77』A.D.A.EDITA Tokyo、1999年。建築写真集